# Мамонтова, Елизавета Григорьевна
Елизавета Григорьевна Мамонтова (урожд. Сапожникова) (1 (13) сентября 1847 — 25 октября (7 ноября) 1908, Москва) — культурный и общественный деятель, благотворительница, одна из основательниц Абрамцевского художественного кружка, собирательница предметов народного искусства, супруга Саввы Ивановича Мамонтова, мать Веры Саввичны Мамонтовой, знаменитой «Девочки с персиками».

## Биография

### Девичество
Будущая благотворительница родилась 1 сентября 1847 года в семье известного московского купца-шелкоторговца Григория Григорьевича Сапожникова (1810—1847), сооснователя торгово-промышленного дома «А. и В. Сапожниковы» и его супруги Веры Владимировны (в девичестве Алексеевой), родной тётки Константина Сергеевича Станиславского, семья которой также владела текстильным производством. Крёстными родителями Елизаветы стали московский купец 2-й гильдии Михаил Яковлевич Маслов и её родная бабушка, московская купчиха 1-й гильдии Елизавета Александровна Алексеева.
Лиза получила хорошее образование, с юности увлекалась музыкой и поэзией. В 1864 году она совершила своё первое путешествие по Европе, побывала в Германии, Франции и Италии. Известно, что она брала уроки у Клары Шуман-Вик, жены знаменитого композитора Роберта Шумана. Во время этой поездки семнадцатилетняя Елизавета познакомилась со своим будущим мужем Саввой Ивановичем Мамонтовым.

### Замужество
Савва Иванович Мамонтов и Елизавета Григорьевна Сапожникова обвенчались 24 апреля 1865 года в храме Сергея Радонежского в усадьбе Мамонтовых Киреево. Летом они уехали в свадебное путешествие, а вернувшись, поселились в Москве в собственном особняке по адресу Садово-Спасская, 6, который приобрел для молодых отец жениха.
Вместе c мужем Елизавета Григорьевна неоднократно бывала за границей. В Италии она встречалась со скульпторами Марком Матвеевичем Антокольским, Михаилом Петровичем Поповым, Матвеем Афанасьевичем Чижовым, историком искусства Адрианом Викторовичем Праховым, художниками Алексеем Петровичем Боголюбовым и Фёдором Андреевичем Бронниковым. Общаясь с ними, она познакомилась со многими памятниками архитектуры, галереями, музеями. Здесь окончательно сформировались её жизненные интересы, определился круг друзей. Особенно доверительные отношения сложились у неё с русскими художниками — Михаилом Васильевичем Нестеровым, Ильёй Семёновичем Остроуховым, Виктором Михайловичем Васнецовым и Василием Дмитриевичем Поленовым. Валентин Александрович Серов, привезённый в Абрамцево ребёнком, воспринимал Мамонтову как вторую мать.
В браке с Мамонтовым родила пятерых детей, всех их назвали по буквам имени отца — САВВА: Сергей, Андрей (1869—1891), Всеволод, Вера, Александра (1875—1952).

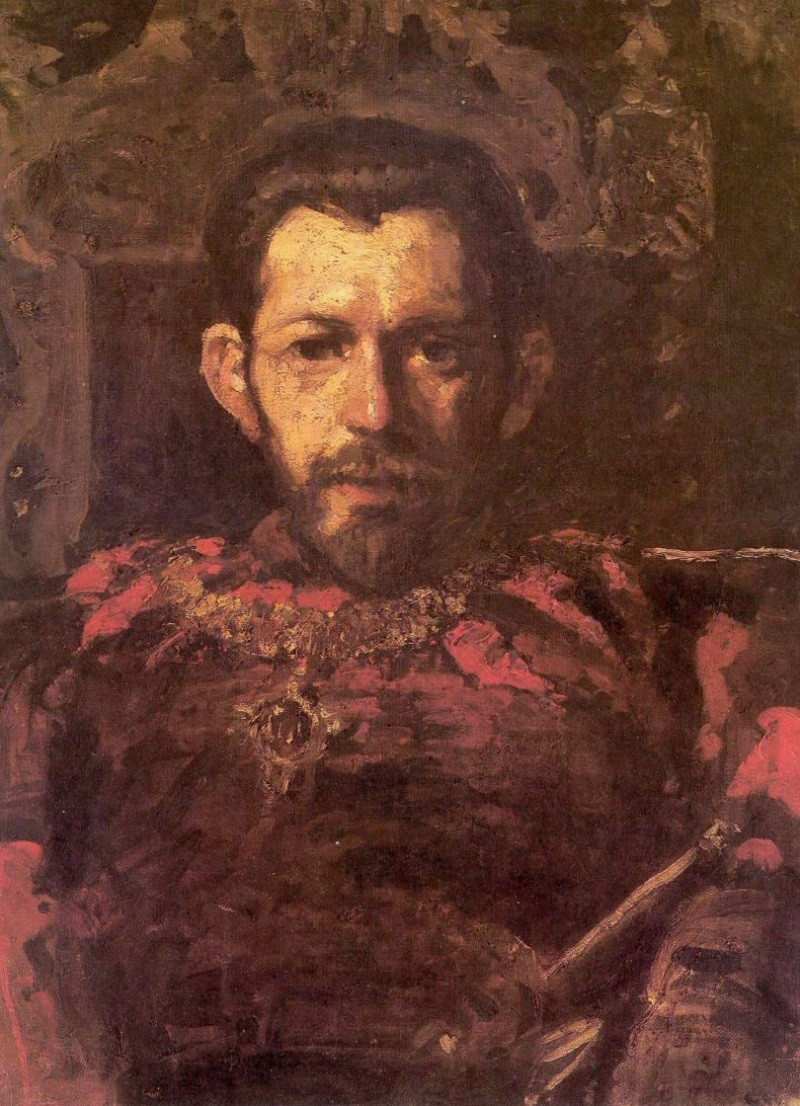
Сергей
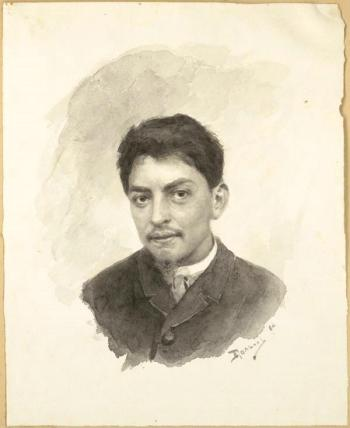
Андрей
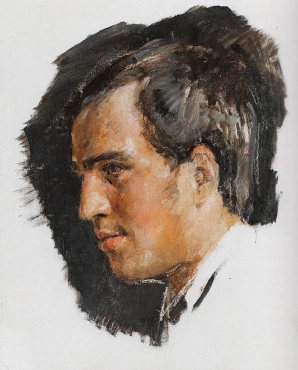
Всеволод
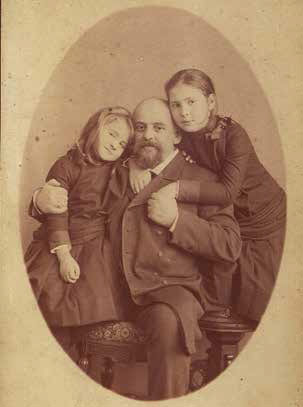
Александра и Вера

### Абрамцево
Весной 1870 года Мамонтовы приобрели имение Абрамцево — усадьбу, где часто бывали и творили Илья Ефимович Репин, Виктор Михайлович Васнецов, Аполлинарий Михайлович Васнецов, Василий Дмитриевич Поленов, Елена Дмитриевна Поленова, Павел Петрович Трубецкой, Илья Семёнович Остроухов, Михаил Александрович Врубель, Михаил Васильевич Нестеров, Константин Алексеевич Коровин, Исаак Ильич Левитан, Александр Терентьевич Матвеев и другие.
Здесь вокруг семьи Мамонтовых сложился особый Абрамцевский кружок из представителей литературы и искусства, которых объединяло общее стремление к развитию русского национального искусства, опирающегося на народное творчество и его художественные традиции. Члены кружка считали необходимым ввести художество в повседневную жизнь.
Творчеству в Абрамцеве способствовали не только материальная поддержка Саввы Ивановича и прекрасная русская природа, но и уют домашнего очага, который создавала хозяйка усадьбы — Елизавета Григорьевна Мамонтова.

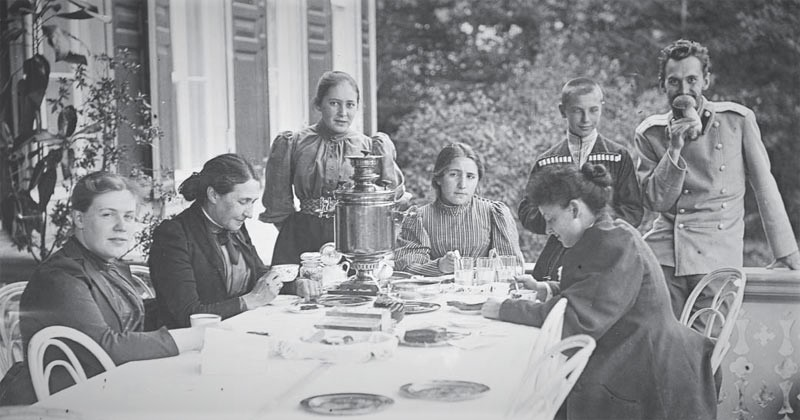
На веранде дома в Абрамцево. Слева направо: Наталья Яковлевна Давыдова, Елизавета Григорьевна Мамонтова, Вера Саввична Мамонтова, Александра Саввична Мамонтова, М. Арцыбушев, Сергей Саввич Мамонтов, Мария Фёдоровна Якунчикова. 1892

Вспоминая о своем пребывании в Абрамцеве, художник Михаил Васильевич Нестеров писал:
Величайший житейский такт, мудрость жизни, неусыпная мысль к доброму деланию, скромность, простота. Религиозность без ханжества. Христианка в самом живом деятельном проявлении. Чудная мать, заботливая хозяйка… друг меньшой братии с прекрасной инициативой в области просвещения и прикладных искусств. При всем том обаятельная в обращении с людьми, с привлекательным лицом, тихими, немного прищуренными глазами и несколько печальной, приятной улыбкой».
«В Абрамцеве меня пленял не столько сам великолепный Савва Иванович, сколько его супруга Елизавета Григорьевна и та обстановка жизни, которая создавалась вокруг нее. Там было чему поучиться, и я жадно впитывал все то, что давала жизнь в Абрамцеве».
Абрамцево, там иная жизнь... Жизнь, с одной стороны, трудовая, постоянные наезды Елизаветы Дмитриевны Поленовой, заботы о школе, об Абрамцевской мастерской, которая тогда только что начинала свое существование, занятия самой Елизаветы Григорьевны все это мне нравилось, я всматривался во все это и говорил себе: «Вот как надо устроить свою жизнь. Вот где ищи правды, ищи такой красоты»... Любовался церковкой, избушкой на курьих ножках, любовался портретом Верушки Мамонтовой. С другой стороны — приезды великолепного Саввы Ивановича, его затеи, бросание денег, пикники, кавалькады, праздность, его окружение художниками, разными артистами - все это так разнилось от первого. И любил я это первое, к нему тянулся и боялся, дичился второго. К нему не мог привыкнуть никогда... Два быта, две жизни открылись моим глазам.

### Собирательство. Музей русской старины
Начало коллекционированию русской старины было положено летом 1881 года. Когда во время прогулки Елизаветы Григорьевны в компании художников Ильи Репина, Поленова и Васнецова в соседнее село Репихово, их внимание привлекла резная доска на одном из домов, украшенная изящным растительным орнаментом. Не долго думая, она была выкуплена у хозяина дома и принесена в Абрамцево. С этого времени члены кружка стали регулярно обследовать окрестности усадьбы, а молва о скупке в Абрамцеве старинных вещей распространилась по всей округе.
Жена Василия Дмитриевича Поленова Наталья Васильевна вспоминала:
Осенью того же года, Поленов привез из имения брата, Саратовской губернии, три деревянных валька, покрытых тончайшей геометрической резьбой, сделанных мельником в свободное от работы время, и подарил их Елизавете Григорьевне. Этими приобретениями было положено начало Абрамцевскому собранию предметов крестьянского обихода и остальных украшений построек.

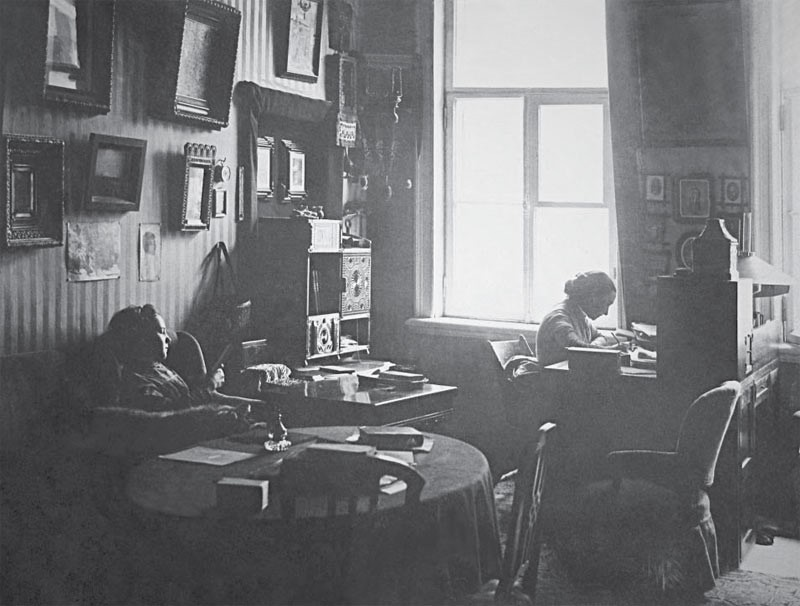
Елизавета Григорьевна Мамонтова в кабинете в Абрамцево

Через четыре года, в мае 1885 года, в Абрамцево по инициативе Елизаветы Григорьевны был открыт музей русского народного искусства — один из первых музеев такого рода в России. В его собрание вошли предметы домашнего быта: резные и расписные прялки (ярославские, архангельские, городецкие, владимирские, вологодские, костромские), посуда (ковши, солонки, братины, ендовы, туеса, бураки), пряничные доски, рубели, образцы народной одежды (старинные рубахи, понёвы, сарафаны, фартуки, пояса), вышивка, образцы русской набойки, игрушки, мебель, детали крестьянского жилища (карнизы, пилястры, наличники), старинные изразцы. Первоначально предметы были выставлены в рабочем кабинете Саввы Мамонтова, расположенном в мезонине главного усадебного дома, затем переместились в большую столовую усадьбы.
Посетителями музея не раз становились знаменитые гости Абрамцева. Так, летом 1887 года в нём побывал российский фольклорист, академик Фёдор Иванович Буслаев, снимавший дачу в близлежащей Ахтырке. К коллекции музея обращалась, работая над иллюстрациями к русским сказкам, Елизавета Дмитриевна Поленова. Костюмным отделом музея не раз пользовался Виктор Васнецов. Под воздействием собирательского опыта Елизаветы Мамонтовой формировались интересы таких коллекционеров, как Илья Семёнович Остроухов, Виктор Михайлович Васнецов и Василий Дмитриевич Поленов.
Интерес к народной культуре побудил Мамонтову и Поленову к созданию серии иллюстрированных книжек — житий святых, а также сказок «Маша и Ваня», «Война грибов», «Сынко Филипко».
Предметы старины сыграли свою роль и в создании декораций для постановок, осуществлявшихся на домашней абрамцевской сцене. В 1882 году при постановке пьесы Александра Николаевича Островского «Снегурочка» хор и некоторые солисты были одеты в «настоящее русское платье, образцы которого хранились в Абрамцевском музее».

### Кустарные мастерские
Большое значение собрание народного искусства имела для деятельности кустарных мастерских, созданных Елизаветой Мамонтовой в 1876 году — столярной, керамической и женских рукоделий. Верным её помощником и художественным руководителем мастерских стала художница Елизавета Дмитриевна Поленова, младшая сестра Василия Дмитриевича Поленова. Об этой инициативе Елизавета Григорьевна Мамонтова писала художественному критику Владимиру Васильевичу Стасову следующие строки:
В это время моя столярная мастерская уже существовала, но работали в ней простые вещи, не по художественным образцам. Елене Дмитриевне первой пришла мысль ввести резьбу и искать образцы по избам. С этой целью мы начали обходить деревни в Дмитровском и Подольском уездах, а затем ездили не раз в Ярославскую губернию, где лучшие вещи нашли около Ростова в селе Богородском».

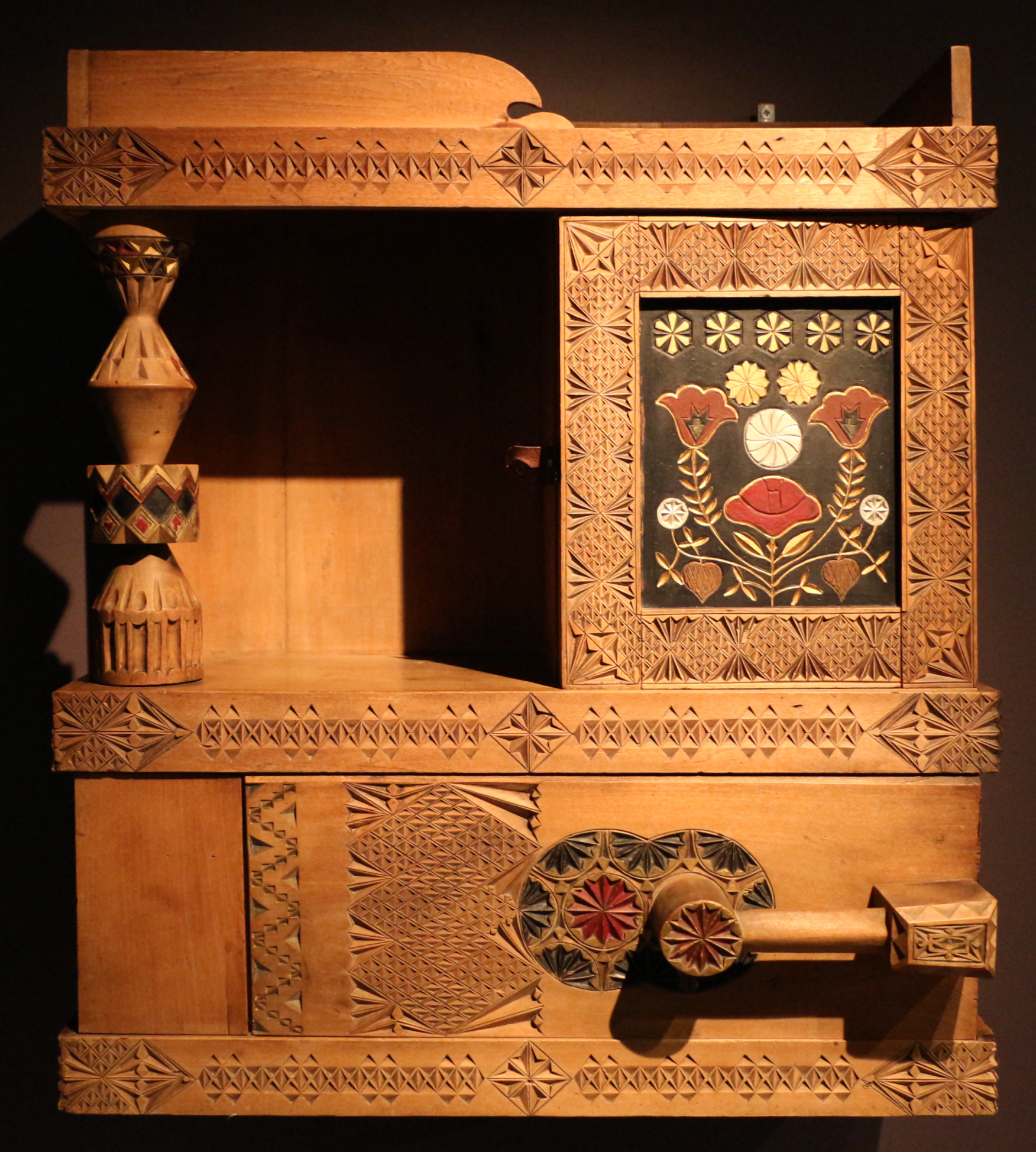
Шкаф — продукция Абрамцевской мастерской. 1885

Первые образцы мебели заказывались Елизаветой Григорьевной в Москве, в Абрамцеве их только расписывали. Первым опытом Елены Дмитриевны был шкаф, расписанный ею совместно с Виктором Васнецовым. Затем она стала разрабатывать новые эскизы резной мебели и утвари, которые абрамцевские мастера воплощали в жизнь. Деятельность мастерской легла в основу создания самобытной школы абрамцево-кудринской резьбы.
«Наша цель — подхватить еще живущее народное творчество и дать народу возможность развить его. Резьба, как искусство, такое родное, такое свое дело для мальчика, взятого из крестьянской семьи, что он ее чувствует сам собой и превосходно исполняет. С нами был такой случай: во время одной из поездок мы увидели у одной старухи очень красивый резной валек, хотели его купить, нам говорят, что продать его могут с удовольствием, но что его сделал Иван Кошелев, тот самый малый, который учится теперь столярничать в Абрамцевской мастерской… А резал он его до поступления в мастерскую…»
— писала Елена Поленова Владимиру Васильевичу Стасову.
К работе в столярной мастерской со временем были привлечены художницы Мария Фёдоровна Якунчикова и Наталья Яковлевна Давыдова.
Столярная мастерская изготавливала предметы народных промыслов и мебель для продажи в Москве, работая по заказам частных лиц. Среди заказчиков мебели были московские помещики — граф Сергей Дмитриевич Шереметьев, купец Борис Дмитриевич Востряков, семья Вогау и другие.
Продукция керамической мастерской и мастерской женских рукоделий продавалась в Москве: в магазине при Кустарном музее Московского земства, на «Складе резных по дереву вещей учеников столярной мастерской сельца Абрамцева» на Поварской улице, а затем — с 1890 года в «Магазине русских работ» на Петровке.
Опыт Абрамцевских мастерских был положен в основу идеи искусствоведа Адриана Викторовича Прахова о создании школ кустарного ученичества.
В 1898 году Елена Дмитриевна Поленова умерла. Её смерть во многом отразилась на художественной стороне абрамцевских изделий: резьба, совершенствуясь технически, теряла красоту, появились подражания. В 1905 году в мастерской было уже 4 мастера и 24 подмастерья, однако первоначальный характер мастерская утратила. Она давала крупный заработок кустарям, но уже не имела прежнего воспитательного значения для округи.
Впоследствии эти мастерские положили начало Абрамцевскому художественно-промышленному колледжу имени Виктора Михайловича Васнецова, отметившему недавно 140-летие.

### Благотворительность
Елизавета Григорьевна активно занималась благотворительной деятельностью. Заботясь о просвещении и здоровье крестьян, она организовала на границе имения «культурный посёлок». В 1873 году была организована лечебница для крестьян окрестных деревень. В больнице работала фельдшерица, а по воскресеньям стал приезжать доктор. Елизавета Григорьевна выдавала лекарства и следила за ходом болезни. В 1874 году открылась школа для детей. С 1876 года при школе и была основана столярно-резчицкая мастерская, где изготавливали предметы народных промыслов и мебель для продажи в Москве.
В 1894 году в Хотьково была открыта народная читальня, в 1897 году её перевели в Абрамцево. В 1898 году в Ахтырке открыли школу для девочек.
Усадьба, задуманная и используема владельцами как культурный центр, не исключала достаточно развитого частного хозяйства.

### Последние годы
В последние годы жила в Москве на Спиридоновке, д. 18, в доме своего зятя Александра Дмитриевича Самарина.
Пережила двоих своих детей. В 1891 году, простудившись при работе во Владимирском соборе в Киеве, умер сын Андрей. В 1907 году, после трёх дней воспаления лёгких, умерла дочь Вера, мать троих маленьких детей. Её детский портрет, знаменитая «Девочка с персиками» работы молодого Валентина Александровича Серова, подаренный Елизавете Григорьевне, вплоть до 1914 года находился в столовой Абрамцевского усадебного дома, где и был написан в 1887 году. Через 10 месяцев после смерти дочери, 25 октября 1908 года, Елизаветы Григорьевны не стало. Она была похоронена в Абрамцеве возле Спасской церкви, рядом с мужем и дочерью.
Внучка Мамонтовых Елизавета, будучи на похоронах бабушки совсем ребёнком, рассказывала в мемуарах, что "ярче всех запечатлелся в её памяти художник Валентин Александрович Серов, горько плакавший над гробом Елизаветы Григорьевны. Когда его попросили нарисовать её в гробу, он долго всматривался в её лицо и потом сказал сокрушенно: «Нет, не могу».

## Память
- В 1918 году усадьба «Абрамцево» была превращена в музей. Одним из его организаторов стала дочь Елизаветы Григорьевны Александра Саввична, прошедшая «абрамцевскую музейную школу». В 1920-е годы она занималась научным описанием и систематизацией коллекции крестьянского творчества. По описи 1926 года, в Абрамцевском музее-усадьбе насчитывалось до 140 «художественных предметов крестьянского быта». В настоящее время коллекция народного искусства, собранная Елизаветой Григорьевной Мамонтовой и Елизаветой Дмитриевной Поленовой, входит в собрание музея-заповедника «Абрамцево»[14].
- В 2015 году в Хотьково был создан культурный центр «Елизавета Мамонтова». Сегодня МБУК «Центр Елизаветы Мамонтовой» — культурный комплекс, объединивший киноконцертный зал «Елизавета Мамонтова», около 50 кружков, студий, клубов, Библиотечно-краеведческий центр имени Бориса Шергина, Просветительский центр имени Сергея Тимофеевича Аксакова «Аленький цветочек», Историко-культурный и ландшафтный Парк «Покровский», молодёжное клубное объединение деревни Жучки, пункт выдачи книг в селе Абрамцево[21].

### Образы в искусстве

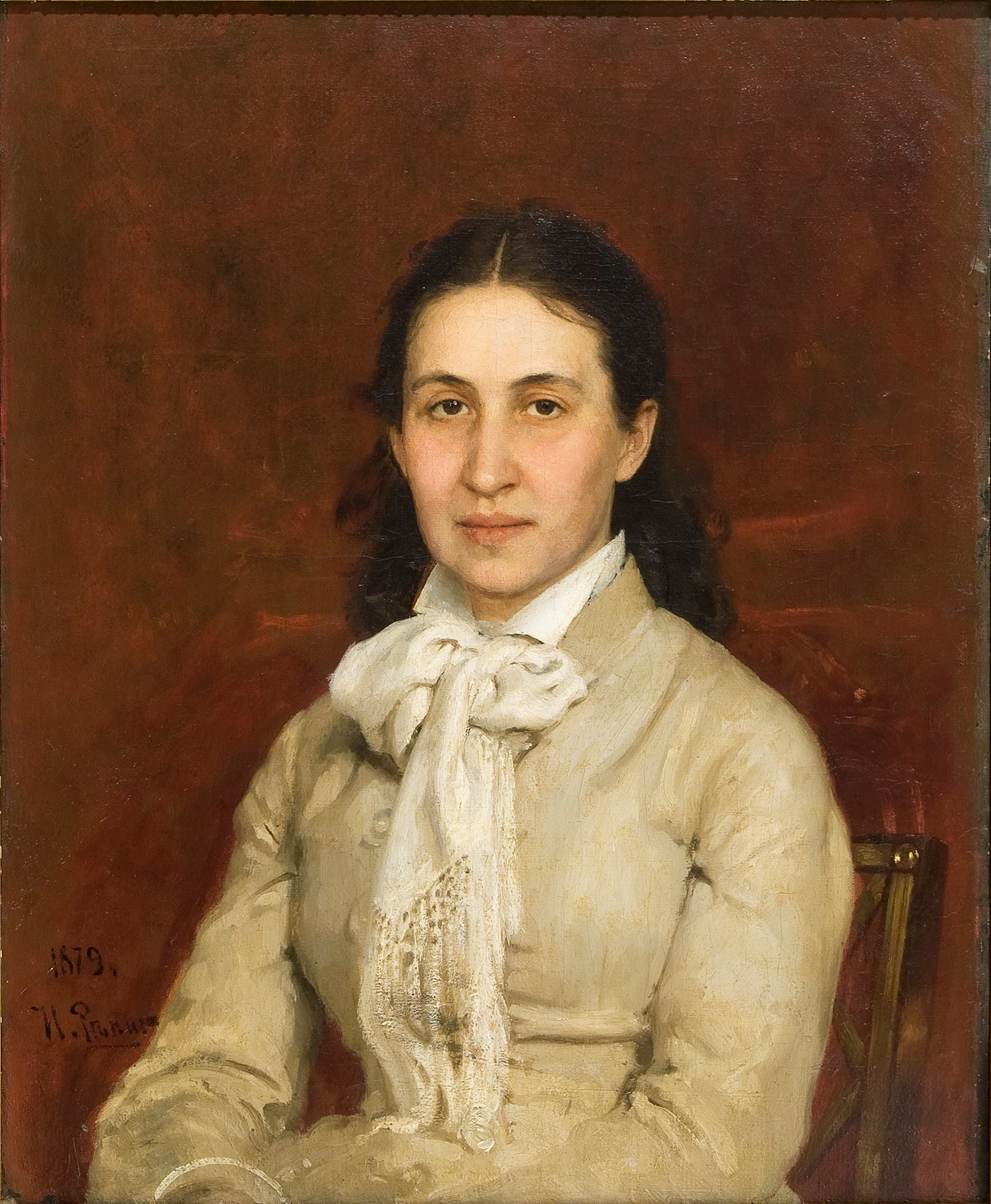
Илья Ефимович Репин. Портрет Елизавета Григорьевны Мамонтовой.
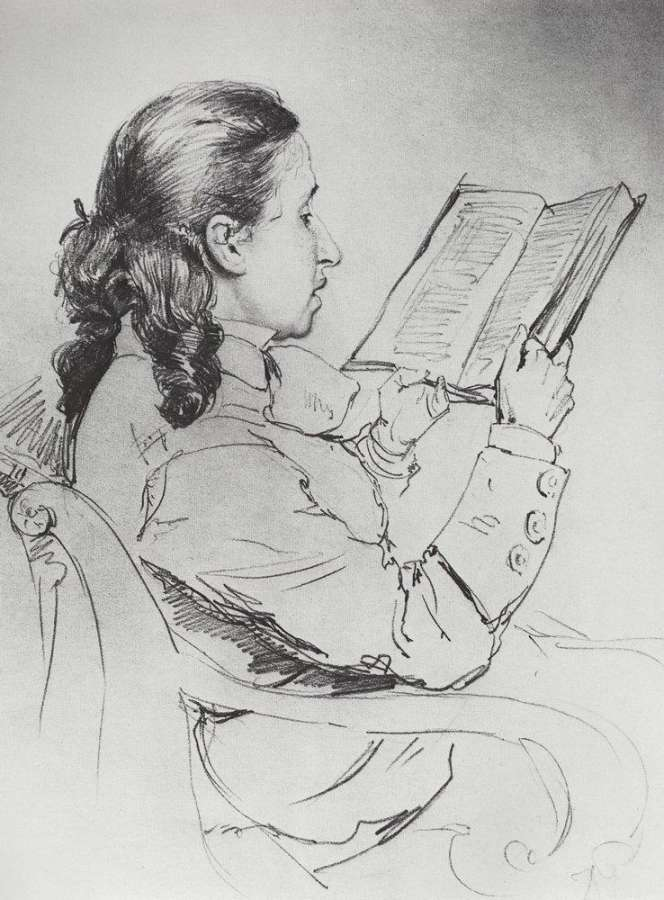
Илья Ефимович Репин. За чтением. Портрет Елизаветы Григорьевны Мамонтовой.
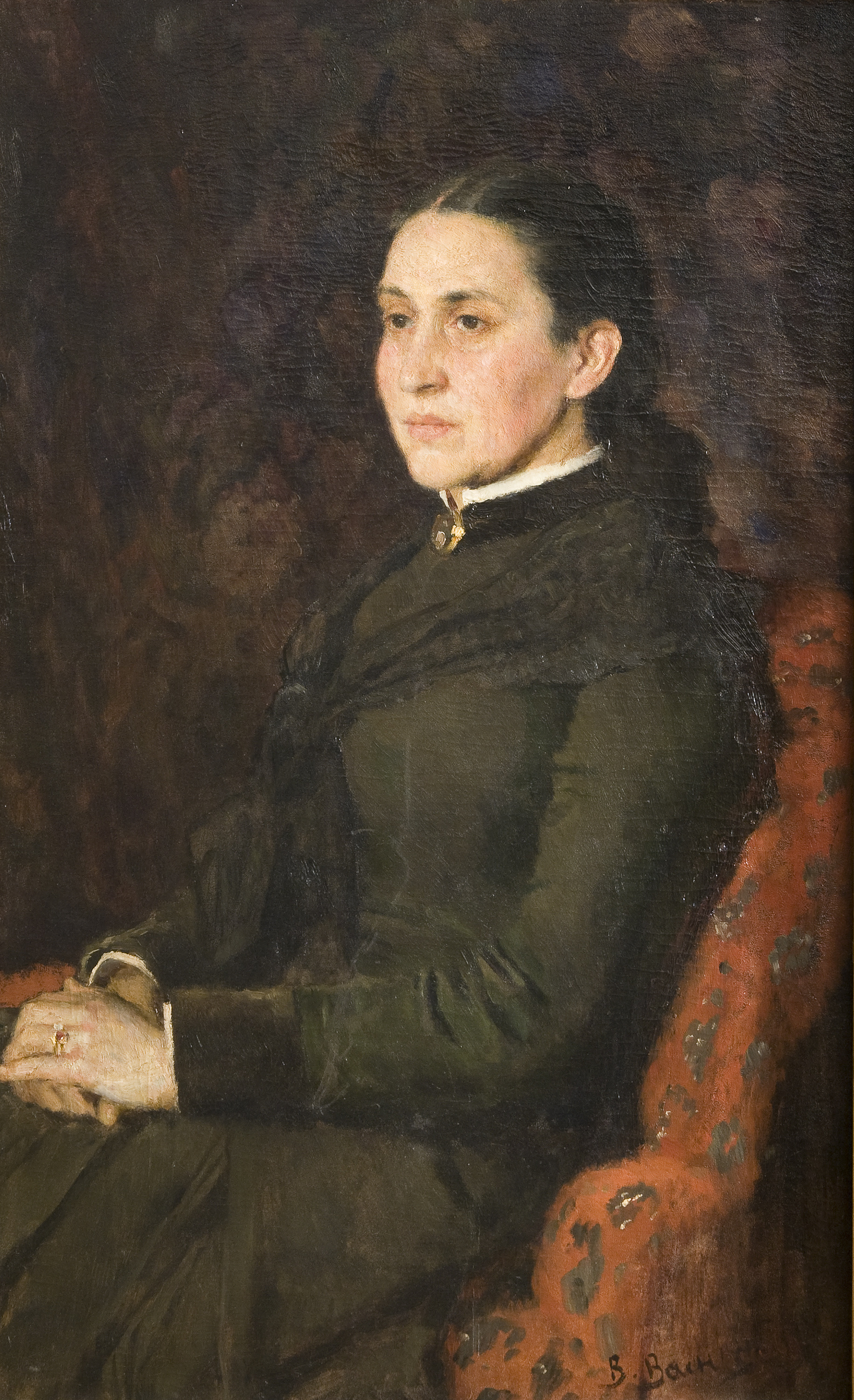
Виктор Михайлович Васнецов. Портрет Елизаветы Григорьевны Мамонтовой. 1883.